# 대한민국의 대통령비서실 정책실장
대통령비서실 정책실장(大統領秘書室 政策室長)은 대통령비서실 정책실을 대표하는 직위로, 장관급 정무직공무원으로 보한다.

## 임명
- 대통령비서실 정책실장은 대통령이 임명한다.

## 역할
- 대통령비서실 정책실장은 대통령의 국가정책[1]에 관한 사항을 보좌한다.

## 역대 실장

### 대통령비서실 정책실장
| 정부        | 대수 | 이름           | 임기                             | 비고                           |
| ----------- | ---- | -------------- | -------------------------------- | ------------------------------ |
| 노무현 정부 | 초대 | 이정우(李廷雨) | 2003년 2월 25일~2003년 12월 31일 | 장관급                         |
| 노무현 정부 | 2대  | 박봉흠(朴奉欽) | 2004년 1월 1일~2004년 6월 13일   | 기획예산처 장관 역임           |
| 노무현 정부 | 3대  | 김병준(金秉準) | 2004년 6월 14일~2006년 5월 31일  |                                |
| 노무현 정부 | 4대  | 권오규(權五奎) | 2006년 6월 1일~2006년 7월 3일    | 비서실 경제정책수석비서관 역임 |
| 노무현 정부 | 5대  | 변양균(卞良均) | 2006년 7월 4일~2007년 9월 10일   | 기획예산처 장관 역임           |
| 노무현 정부 | 6대  | 성경륭(成炅隆) | 2007년 9월 21일~2008년 2월 24일  |                                |

### 대통령실 정책실장
| 정부        | 대수 | 이름           | 임기                             | 비고                              |
| ----------- | ---- | -------------- | -------------------------------- | --------------------------------- |
| 이명박 정부 | 초대 | 윤진식(尹鎭植) | 2009년 9월 1일~2010년 5월 25일   | 차관급 대통령비서실 경제수석 역임 |
| 이명박 정부 | 2대  | 백용호(白容鎬) | 2010년 7월 16일~2011년 12월 12일 | 국세청 청장 역임                  |
| 이명박 정부 | 3대  | 김대기(金大棋) | 2012년 8월 13일~2013년 2월 24일  | 대통령비서실 경제수석 역임        |

### 대통령비서실 정책실장
| 정부        | 대수 | 이름           | 임기                              | 비고                               |
| ----------- | ---- | -------------- | --------------------------------- | ---------------------------------- |
| 문재인 정부 | 초대 | 장하성(張夏成) | 2017년 5월 21일~2018년 11월 9일   | 장관급 대통령 비서실 사회수석 역임 |
| 문재인 정부 | 2대  | 김수현(金秀顯) | 2018년 11월 10일~2019년 6월 21일  | 대통령 비서실 사회수석 역임        |
| 문재인 정부 | 3대  | 김상조(金尙祚) | 2019년 6월 21일~2021년 3월 29일   | 공정거래위원회 위원장 역임         |
| 문재인 정부 | 4대  | 이호승(李昊昇) | 2021년 3월 29일~2022년 5월 9일    | 대통령비서실 경제수석 역임         |
| 윤석열 정부 | 초대 | 이관섭(李官燮) | 2023년 11월 30일~2023년 12월 28일 | 대통령비서실 경제수석 역임         |
| 윤석열 정부 | 2대  | 성태윤(成太胤) | 2023년 12월 29일~2025년 5월 30일  |                                    |
| 이재명 정부 | 초대 | 김용범(金容範) | 2025년 6월 6일~                   |                                    |

## 같이 보기
- 대통령비서실
- 대통령비서실장